# Río Cachapoal
El río Cachapoal es un curso natural de agua que nace en la alta cordillera de la Región de O'Higgins, atraviesa el valle central y desemboca sus aguas en el río Rapel; le otorga el nombre a la provincia de Cachapoal.

## Trayecto
Nace en la cordillera de los Andes en el sector del volcán Overo, Picos del Barroso y Nevado de los Piuquenes. El Cachapoal es depositario, en el sector cordillerano, de las aguas de los ríos Las Leñas, Cortaderal, Los Cipreses, y del río Pangal (que da origen a la central hidroeléctrica del mismo nombre que abastece a la mina de El Teniente). 
Cerca del pueblo de Coya, el Cachapoal recibe por su ribera norte al río Coya y enseguida dobla bruscamente al suroeste, por donde se encuentran las centrales hidroeléctricas Sauzal (construida en 1948) y Sauzalito (1959), uniéndosele luego el río Claro de Cauquenes, que viene desde el sudeste. En la Depresión Intermedia recibe aguas de los esteros Los Leones y La Cadena, del río Claro de Rengo, su principal afluente, y de los esteros Idahue, Zamorano y Antivero. En su curso inferior existen obras de regadío, principalmente en su desembocadura en el río Tinguiririca, para formar el embalse Rapel.

## Caudal y régimen
Tiene un régimen nival con crecidas durante los deshielos en la cordillera.

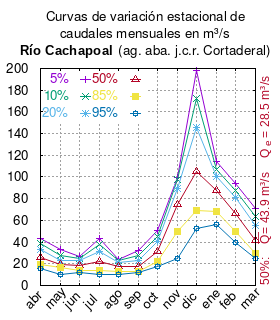
Medido aguas abajo de la junta con el río Cortaderal.

El caudal del río (en un lugar fijo) varía en el tiempo, por lo que existen varias formas de representarlo. Una de ellas son las curvas de variación estacional que, tras largos periodos de mediciones, predicen estadísticamente el caudal mínimo que lleva el río con una probabilidad dada, llamada probabilidad de excedencia. La curva de color rojo ocre (con {\displaystyle {\color {Red}\vartriangle }}) muestra los caudales mensuales con probabilidad de excedencia de un 50%. Esto quiere decir que ese mes se han medido igual cantidad de caudales mayores que caudales menores a esa cantidad. Eso es la mediana (estadística), que se denota Qe, de la serie de caudales de ese mes. La media (estadística) es el promedio matemático de los caudales de ese mes y se denota {\displaystyle {\overline {Q}}}. 
Una vez calculados para cada mes, ambos valores son calculados para todo el año y pueden ser leídos en la columna vertical al lado derecho del diagrama. El significado de la probabilidad de excedencia del 5% es que, estadísticamente, el caudal es mayor solo una vez cada 20 años, el de 10% una vez cada 10 años, el de 20% una vez cada 5 años, el de 85% quince veces cada 16 años y la de 95% diecisiete veces cada 18 años. Dicho de otra forma, el 5% es el caudal de años extremadamente lluviosos, el 95% es el caudal de años extremadamente secos. De la estación de las crecidas puede deducirse si el caudal depende de las lluvias (mayo-julio) o del derretimiento de las nieves (septiembre-enero).

## Historia
Su nombre podría provenir de un cacique local, significa "lugar reverdecido" o "amigo delirante", según señala Francisco Astaburuaga.
Francisco Astaburuaga escribió en 1899 en su obra póstuma Diccionario geográfico de la República de Chile sobre el río:
Cachapual.-—Rio de bastante caudal, que divide los departamentos de Rancagua y de su nombre de la provincia de Colchagua. Tiene origen en las vertientes del centro de los Andes por los 34° 15' Lat. y 69º 55' Lon., formando esos derrames su rama principal con la denominación de río de las Vegas, que luego se une con el de las Leñas. Corre en seguida hacia el NO. hasta la ciudad de Rancagua, por donde cambia su dirección al SO. y aún hace una tirada larga al S. entre Idahue y la entrada en él del río Claro de Rengo, y sigue otra vez al NO. hasta su confluencia con el Tinguiririca por los 34º 19' Lat. y 71° 27' Lon., junto á la aldea de Llallauquén, formando el río Rapel. Al S. de aquella ciudad, despide por esa margen, un brazo, llamado Río Seco; véase. Frente á la misma población se le echó un puente en 1857, de nueve arcos de 24 metros de expansión sobre machones de mampostería con cimientos de más de seis; midiendo el largo total, inclusive las rampas, 251 metros; también, vecino al O. lo cruza por otro sólido puente el ferrocarril del sur. Sus principales afluentes son, bajándolo: por su derecha, el riachuelo de Cuncle, de Colla y de la Cadena, y por la izquierda, los de Leñas, Cortaderal, Cipreses, Claro de Cauquenes, Río Claro de Rengo y el de Talcarehue. Su curso no baja de 165 kilómetros con un desnivel hacia dichos puentes de 3 por 1,000 y en proporcionada disminución hasta su confluencia, y en aumento rápido hasta sus fuentes, por donde alcanza un 17 por 1,000. Alimenta muchos canales de riego, los que con sus limosas aguas fertilizan extensos campos de una y otra banda de su cauce. Su nombre podrá venir tal vez de cachy y pual, amigo delirante.
Luis Risopatrón lo describe en su Diccionario jeográfico de Chile (1924) sobre el río:: 838 
Cachapoal (Rio). Sus primeras aguas le vienen de un gran ventisquero situado al pié W del cordón limitáneo con la Arjentina, corre hacia el W con pendientes de 2 a 0,2% i pasa a corta distancia al S de la ciudad de Rancagua, donde se le echó un puente en 1857, compuesto de 9 tramos de 24 m de luz, sobre machones de manipostería, para dar paso al camino público central i otro puente vecino al lado W, para dar paso al ferrocarril lonjitudinal; se encorva al SW, pasa al S del pueblo de Peumo i se dirije enseguida al NW, para juntarse con el de Tinguiririca i formar el Rapel. Se ha reconocido impracticable en él la navegación en botes, entre Rancagua i la afluencia del Tinguiririca, ha tenido grandes crecidas en los veranos de 1854, 1882 i 1891 i sus aguas limosas alimentan un gran número de canales de riego, que fertilizan estensos campos de una i otra banda de su cauce; tiene 170 kilómetros de largo, 1 700 km² de hoya hidrográfica i unos 80 m³ de caudal medio. 61, XVII, p. 684; i 61, 1850, p. 456: 62, n, p. 57; 64, p. 29; 119, p. 71; 143, núm. 1; i 156; i Cachapual en 66, p. 19 i 235; i 155, p. 95.
En el margen norte de este río (en su tramo medio) se fundó la ciudad de Santa Cruz de Triana conocida hoy como Rancagua, capital regional. En el margen sur es bordeado por la ruta del Ácido (desde Coya hasta la autopista del Maipo).